# 薄叶卷柏
薄叶卷柏（学名：Selaginella delicatula），又名薄葉卷柏，为卷柏科卷柏属下的一个种。

## 形態
常綠，枝條匍匐和挺立，具有挺立的主莖。次級跟三級莖共同形成類似羽毛的形狀，主莖的長度可超過50公分。挺立植株的基部生有根支體（rhizophores），由莖的腹側分支處發出。小葉具二型性，呈四列（兩背、兩腹），於主莖上排列稀疏，在次級莖、三級莖則排列緊密。
孢子囊穗以單個形式生長在次級莖末端，呈四面體，長可達3公分。大孢子囊通常長自基部的孢子葉，小孢子囊則從中間到頂端的孢子葉長出。

## 分布
中國、尼泊爾、錫金、不丹、印度、中南半島、婆羅洲、爪哇、新幾內亞、波里尼西亞、臺灣。
可見於台灣全島中低海拔森林底層潮濕處、溪流邊。

## 命名
卷柏科、屬的正式名稱來自拉丁文 Selago（一種外觀似苔類的玄蔘科植物）加上 ella（小的）。種小名 delicatula為拉丁文精緻、細緻之意。
臺灣的俗名「全緣卷柏」得自於本物種的小葉全緣。在顯微鏡下，小葉接近葉尖處是存在淺鋸齒的，但本種以外的台灣產卷柏科植物皆有明顯的小葉葉緣缺刻，「全緣」仍然是個方便辨識本種的特徵。

## 其他
本種與其他近似種在外觀上辨識不易，根據《中國植物誌》，與本種類似的卷柏黑頂卷柏（S. picta）於臺灣有分佈。黑頂卷柏的植株、小葉、莖皆較全緣卷柏為大，且橫向小葉為全緣。但因為《中國植物誌》並沒有引用任何的標本來源，在臺灣也未有此種的紀錄或標本，黑頂卷柏沒有被列進《[[臺灣植物] ]》當中。

## 扩展阅读
- 維基物種上的相關：薄叶卷柏